# John Crome

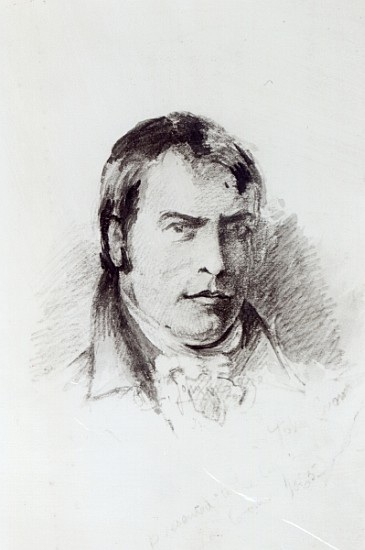
John Crome, door John Cotman

John Crome (Norwich, 22 december 1768 - aldaar, 22 april 1821) was een Engels kunstschilder. Hij wordt gerekend tot de romantiek en werd vooral bekend door zijn landschappen. Samen met John Sell Cotman behoorde hij tot de grondleggers van de Norwich School.

## Leven en werk
Crome stamde uit een weversfamilie. Hij kreeg teken- en schilderlessen van een decoratieschilder in Norwich, maar was verder autodidact. Samen met zijn vriend Robert Ladbrooke richtte hij zich op het landschapschilderen. Hij werd beïnvloed door het werk van Meindert Hobbema, Salomon van Ruysdael en Thomas Gainsborough, van wie hij werk kopieerde bij een lokale kunsthandelaar.
Samen met Ladbrooke en John Sell Cotman richtte Crome in 1803 de Norwich Society of Artists op, later bekend als de Norwich School. Ze werden bekend door hun jaarlijks georganiseerde tentoonstellingen. De leden van het genootschap waren vooral actief vooral in het landschap in de omgeving van Norwich en het wijdere Norfolk. Hun werk zou, samen met dat van John Constable toonaangevend worden binnen de Engelse romantiek.
Crome overleed in 1821, 52 jaar oud. Op zijn sterfbed zou hij gefluisterd hebben: "Hobbema, my dear  Hobbema, how I have loved you", verwijzend naar zijn bewondering voor de zeventiende-eeuwse Nederlandse meester. Crome liet ruim 300 werken na in olie- en waterverf. Zijn zoon John Berney Crome werd eveneens een bekend kunstschilder. Zelf werd hij daarom later wel Crome de oudere genoemd, waar zijn zoon voor Crome de jongere doorging.

## Galerij

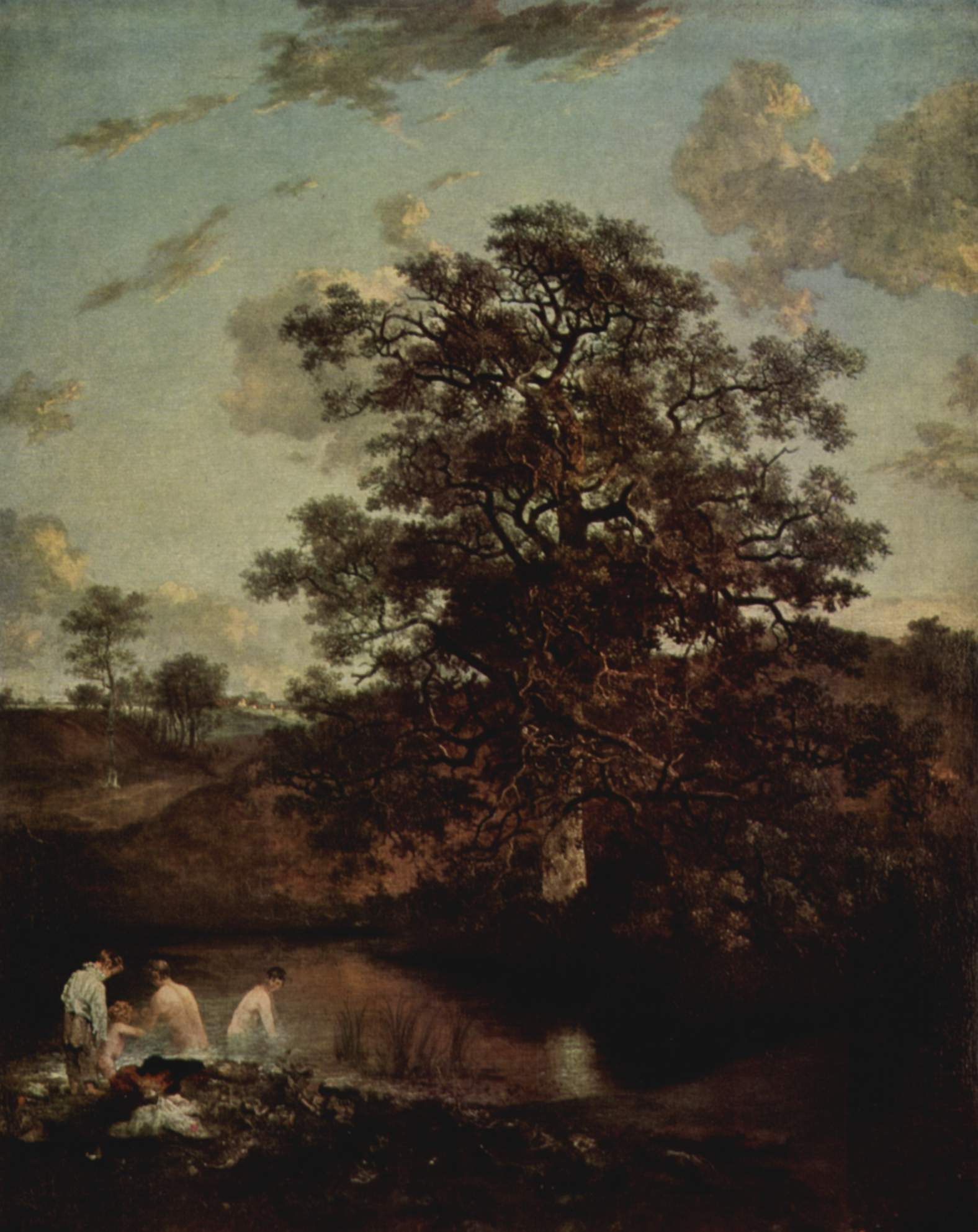
The Pringland Oak
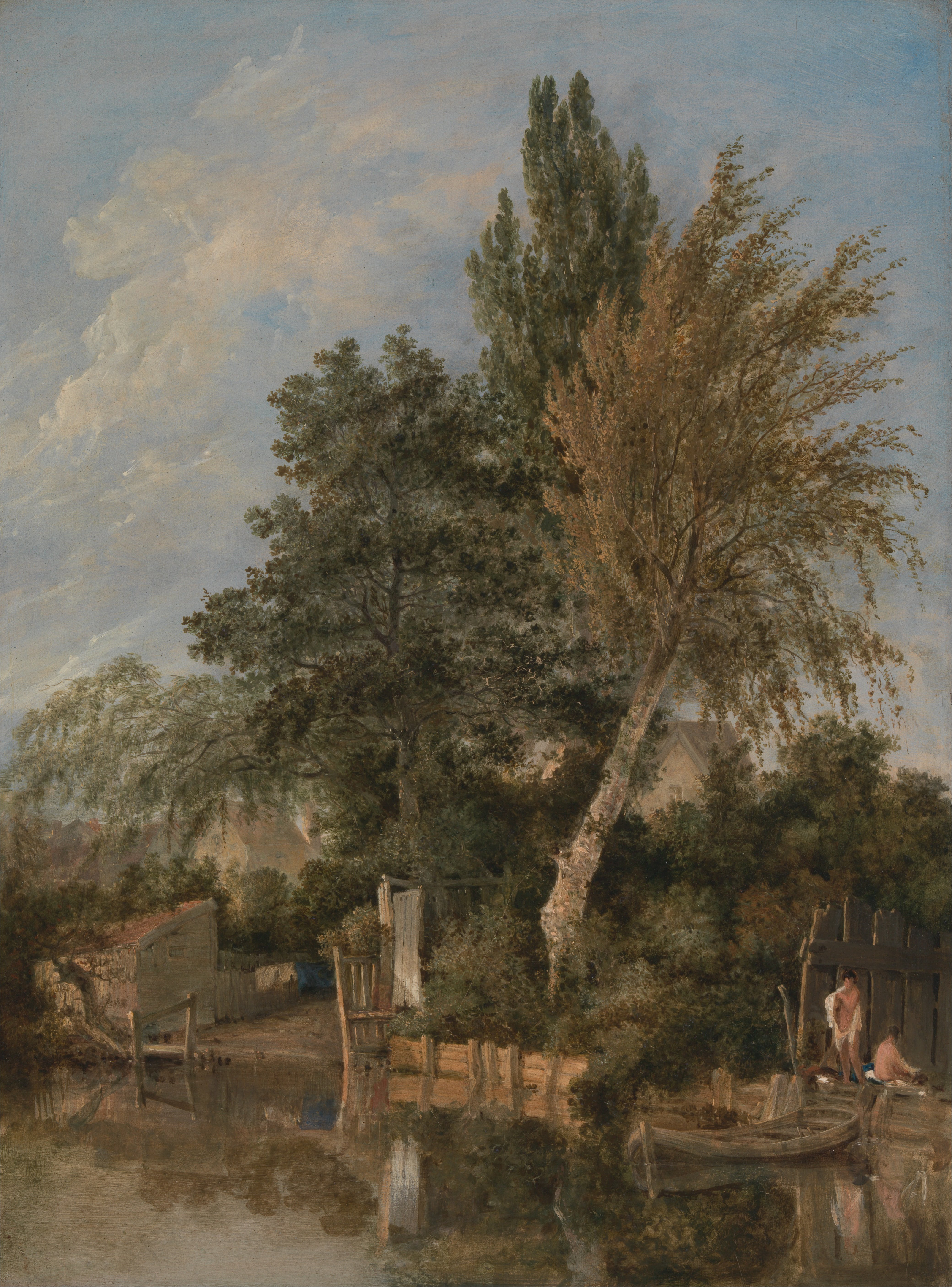
Boys Bathing on the River Wensum, Norwich
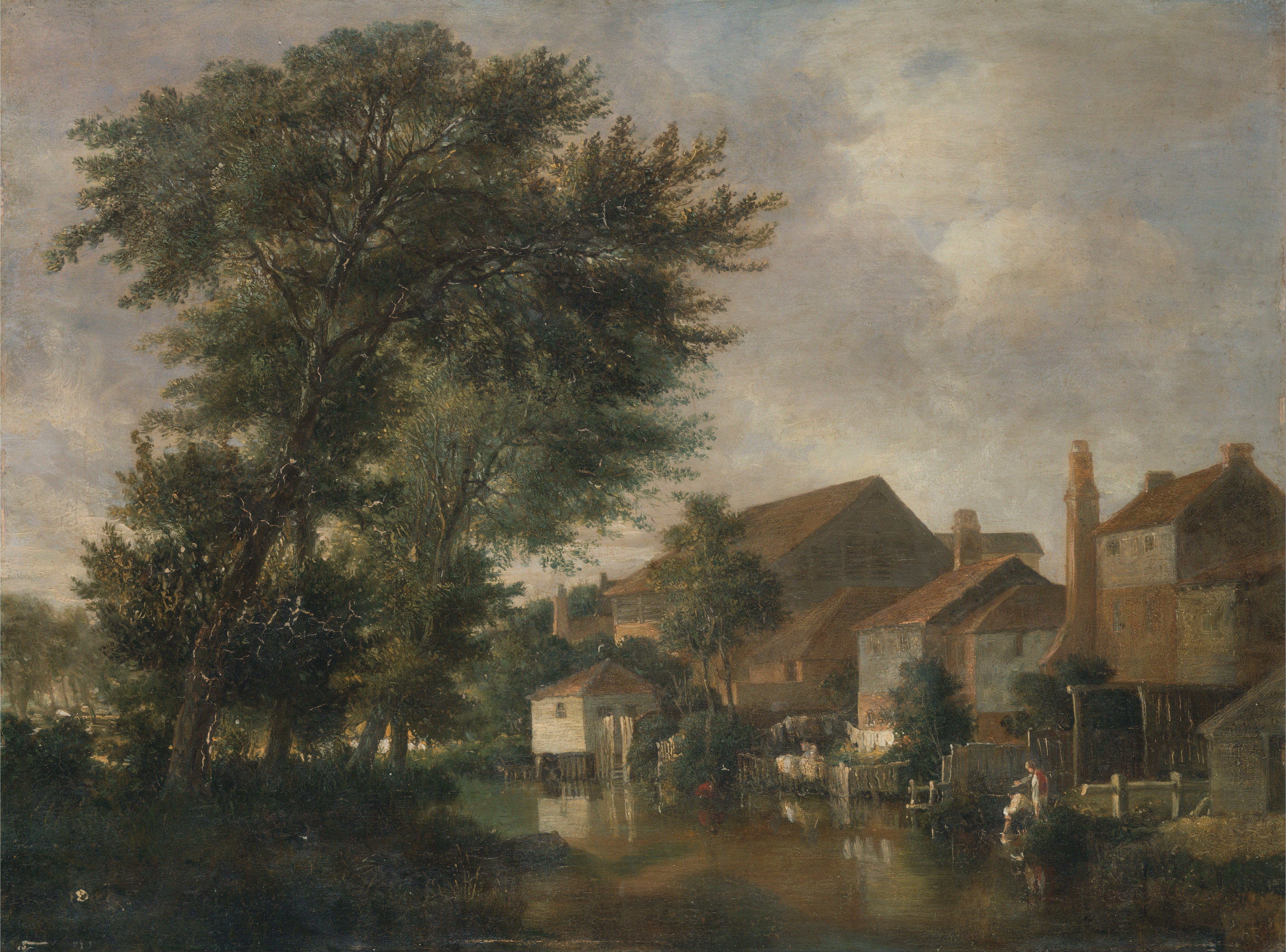
The River Wensum, Norwich

## Noot
1. ↑  Cf. Kraan, blz. 62.

- Auckland Art Gallery Toi o Tāmaki: 1658
- Art Gallery of South Australia: 3966
- Biblioteca Nacional de España: XX1596796
- Bibliothèque nationale de France: cb14972073d (data)
- Gemeinsame Normdatei: 122202597
- International Standard Name Identifier: 0000 0000 6663 3389
- KulturNav: 234028b8-52ad-430a-9dc1-71bc55b41502
- Library of Congress Control Number: n50018367
- National Gallery of Victoria: 910
- Nationale Bibliotheek van Tsjechië: ola2003188646
- Nationale bibliotheek van Australië: 35758719
- Nationale Bibliotheek van Israël: 987007506285205171
- Nederlandse Thesaurus van Auteursnamen: 070417393
- RKD-Nederlands Instituut voor Kunstgeschiedenis: 19211
- SNAC: w6th9s0c
- Système universitaire de documentation: 081664788
- Museum of New Zealand Te Papa Tongarewa: 529
- Trove: 1074276
- Union List of Artist Names: 500115474
- Virtual International Authority File: 61821751
- WorldCat: E39PBJkxPDCgtWvgyjhfvJ6tKd